# Гуглеры

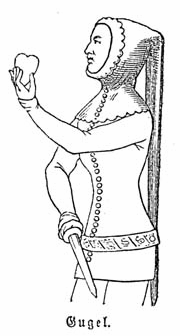
Гуглер. Энциклопедический словарь Мейера, 4-е издание (1885—1890 год).

Гуглеры (нем. Gugler, Gügler) — англо-французские наёмные солдаты, вторгшиеся в 1375 году в Эльзас и на Швейцарское плато под руководством графа Суассона Ангеррана VII де Куси. Сам вооружённый конфликт известен как Гуглеровская война.

## Этимология
Американский историк и писатель Барбара Такман указывала, что название гуглеров произошло от внешнего вида носивших зимой остроконечные шлемы и капюшоны рыцарей: словом Gugle (или Gügle) в швейцарском немецком языке обозначались колпаки или острие.

## Предыстория

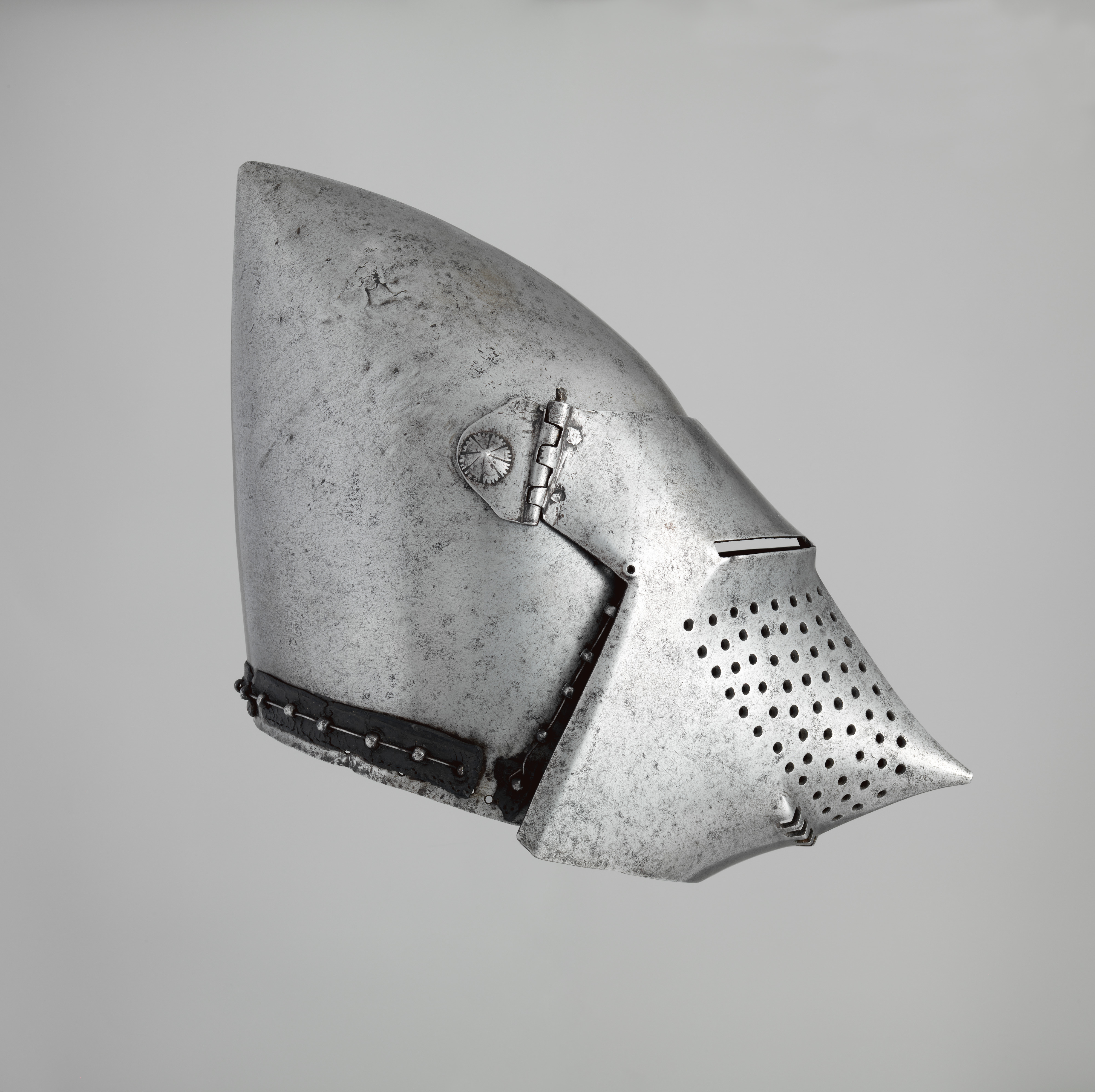
Шлем Хундсгугель (1375—1400 год).

Во время затишья в Столетней войне безработные рыцари и солдаты кампаний наёмников довольно часто грабили сёла во Франции, пока снова не нанимались английскими или французскими правителями и не получали денежных выплат за свою службу.
Граф Суассона Ангерран VII де Куси собрал из них наёмную армию, чтобы отстоять свои права наследования на Зундгау, Брайсгау и графство Феррет. Эти земли по договорам принадлежали его матери Екатерине Богемской, но остались у братьев её покойного мужа Рудольфа IV — австрийских герцогов Альбрехта III и Леопольда III. Французский король Карл V поощрял и финансировал де Куси, поскольку надеялся вывести контингенты наёмников с французских земель.
Существуют разногласия по поводу размера армии, собранной Де Куси: 10 (Такман), 16 (современный эльзасский документ) или 22 тыс. солдат. Поскольку армия грабила группами, она не представляла собой единого целого.

## Боевые действия
Наёмники собрались в Эльзасе, и в октябре-ноябре 1375 года разграбили Зундгау (пострадало 40 деревень). Герцог Леопольд III Габсбург не смог защитить Эльзас и отступил в Брайзах-ам-Райн. В ноябре в войско гуглеров прибыл Ангерран, после чего между наёмниками возникли разногласия по поводу дальнейших действий: на фоне приближающейся зимы и разграбленного Эльзаса рыцари не хотели переходить Рейн. После этого де Куси повёл армию на юг.
В декабре 1375 года армия гуглеров перешла горы Юра и вошла в долину Аре, продвигаясь вперёд тремя отрядами. Ангерран возглавил основную армию со штаб-квартирой в аббатстве Санкт-Урбан, Жан де Вьенн, адмирал Франции, возглавил второй отряд и дислоцировался в аббатстве Готштатт, а валлиец Оуайн Лаугох ап Томас, претендент на титул принца Гвинеда и Уэльса, с оставшейся частью солдат остался в аббатстве Фраубруннен.
Некоторые местные феодалы покинули свои замки и бежали, чтобы присоединиться к Леопольду, оставив сельскую местность на волю гуглеров. Другие оказали сопротивление, в том числе Рудольф IV из Нидау, смерть которого положила конец династии местных графов. Сопротивление также оказал Петерманн I фон Грюненберг, которому не удалось вытеснить наёмников из Санкт-Урбана. Грабёж затронул западную часть Ааргау, где были полностью разрушены города Фридау и Альтрой.
Однако население региона смогло организовать ответный удар. 19 декабря у Буттишольца было убито 300 захватчиков, хотя наёмники имели численный перевес. Впоследствии бернцы сформировали ополчение, и в рождественскую ночь у Инса убили ещё 300 гуглеров. 27 декабря швейцарцы предприняли решительную атаку на аббатство Фраубруннен и убили ещё 800 наёмников. Оуайну едва удалось спастись.
Понесённые потери, холодная погода и очевидная решимость швейцарцев привела к отступлению гуглеров; их основная армия и Ангерран даже не участвовали в генеральном сражении на линии отступления.

## Последствия
В январе 1376 года армия гуглеров распалась, а их отряды вернулись во Францию для грабежа местных деревень.
В 1387 году Ангерран пошёл на компромисс с Альбрехтом III, получив Бюрен и часть города Нидау, которые он всего через год уступил объединённому войску граждан Берна и Золотурна.
Успешная защита своих земель от иноземных захватчиков помогла местным жителям укрепить свою нарастающую независимость. После своих предыдущих успехов в битвах при Моргартене (1315 г.) и Лаупене (1339 г.) они подтвердили, что хорошо организованные армии простых людей могут победить рыцарей — подвиг, который они повторили десятилетие спустя при Земпахе на пути к независимости Швейцарии. Боевые действия Гуглеровской войны показали, что эпоха средневекового рыцаря подходит к концу.
Много лет спустя, отвечая на вопрос летописца Жана Фруассара, Ангерран категорически отрицал своё присутствие в Швейцарии.